# Potasse (minerai)
Pour les articles homonymes, voir potasse.

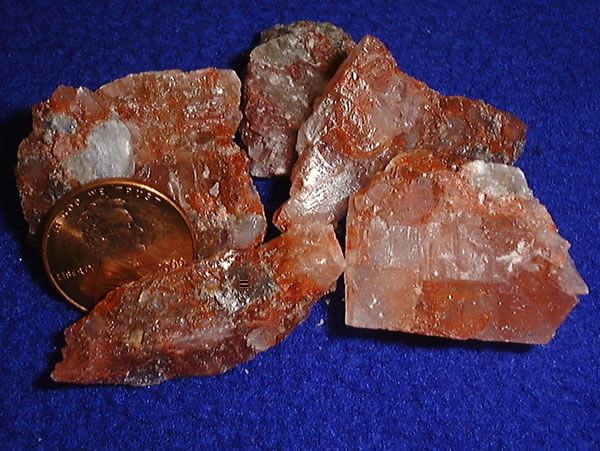
Cristaux de potasse ou sylvine KCl impure

La potasse désigne communément un minerai salin dit de roches évaporitiques, à base  de chlorure de potassium, utilisé comme point de départ des principaux dérivés potassiques ainsi que dans l'industrie des engrais. On peut aussi l'extraire en grande quantité des eaux de la mer.
Les gisements de potasse sont peu nombreux, mais souvent activement exploités dans le monde.

## Production
Les plus importants producteurs mondiaux en 2014 :
|             | Pays        | production millions tonnes | % mondial |
| ----------- | ----------- | -------------------------- | --------- |
| 1           | Canada      | 11,0                       | 28,4 %    |
| 2           | Russie      | 7,38                       | 19 %      |
| 3           | Biélorussie | 6,29                       | 16,2 %    |
| 4           | Chine       | 4,4                        | 11,3 %    |
| 5           | Allemagne   | 3,0                        | 7,7 %     |
| 6           | Israël      | 1,77                       | 4,6 %     |
| 7           | Jordanie    | 1,26                       | 3,2 %     |
| 8           | Chili       | 1,2                        | 3,1 %     |
| 9           | États-Unis  | 0,85                       | 2,2 %     |
| 10          | Espagne     | 0,715                      | 1,8 %     |
| 11          | Royaume-Uni | 0,61                       | 1,6 %     |
| 12          | Brésil      | 0,311                      | 0,8 %     |
| Total monde | Total monde | 38,8                       | 99,9 %    |

Les plus grands producteurs mondiaux de potasse en 2000 sont le Canada, la Russie et ses anciens états soviétiques dont la Biélorussie. Le Brésil, la Chine, l'Allemagne, les États-Unis et Israël ont également des gisements importants. La France l'était encore avant 1990.
Actuellement la Saskatchewan, au Canada, est le plus important exportateur mondial de potasse, sous forme principale de minerai concentré en sylvine. Jusqu'en 2013, deux cartels contrôlaient presque 70 % de la production mondiale de potasse, le cartel canadien Canpotex (en) et le cartel russe-biélorusse appelé la « Compagnie des Potasses de Biélorussie » (CPB), résultat des accords entre Belaruskali (en) et Uralkali. Le cartel canadien assurait l'approvisionnement de l'Amérique du Nord, et CPB l'Europe, la Chine, l'Inde et plus généralement l'Asie. En juillet 2013, face à la chute persistante des cours, Uralkali a dénoncé ces accords et a mis fin au cartel CPB, ce qui a provoqué la chute des cours de bourse des entreprises du secteur.
Début 2025, plus de 95 pour cent de la potasse utilisée par l'agriculture aux États-Unis est importée, dont 90 pour cent provient du Canada.

## Histoire européenne
La potasse est devenue un produit de commerce international important en Europe à partir du début du XIVe siècle. Le terme vient de l’allemand Pottasche (« cendres de pot ») et est attesté en moyen néerlandais en 1477 sous la forme potaschen. On estime que les importations européennes de potasse ont nécessité 6 millions de mètres cubes par an au minimum à partir du début du XIXe siècle.
Entre 1420 et 1620, les principales villes exportatrices de potasse dérivée du bois sont Dantzig, Königsberg et Riga. À partir des années 1640, des perturbations géopolitiques entraînent le déplacement des centres d'exportation de la Baltique à Arkhangelsk, en Russie. En 1700, la potasse russe était dominante, même si Dantzig restait remarquable pour la qualité de sa potasse. À la fin du XVe siècle, Londres est le principal importateur en raison de sa position de centre de fabrication de savon doux, tandis que les Hollandais dominaient en tant que fournisseurs et consommateurs au XVIe siècle.
La potasse, en particulier la sylvinite, a été exploitée intensivement en Alsace durant tout le XXe siècle, dans les environs de Mulhouse à partir de 1904. Au début du XXe siècle, suivant les couches, la teneur en chlorure de potassium KCl du minerai des Mines de potasse d'Alsace variait de 20 % à 80 %.
L'Allemagne a aussi exploité les mines de potasse de Staßfurt, principalement à base de carnallite, avec aussi de la kaïnite et de polyhalite.
Les engrais K ont été supplantés par les engrais NPK, mélanges complexes et dosés. Les premiers, autrefois les plus communs, étaient le produit de deux filières :
- à base de sylvine KCl, soit 60 à 61 % K20 minimum, sous plusieurs formes : granules, perles, poudres...
- à base de sulfate de potassium[6], soit 50 % K20 minimum. Cette seconde filière avait été développée pour les cultures rejetant les chlorures, comme celle du tabac, ou les complémenter en dérivés soufrés.

Les engrais à base de kaïnite sont intermédiaires entre ces deux filières.